# 이어덕둥
이어덕둥(李어덕둥, 1998년 4월 13일 ~ )은 대한민국의 바둑 기사이다.

## 약력
양천대일 바둑도장 출신으로 이용수 문하에서 바둑을 배웠다. 전투적 실리형 바둑을 둔다. 2009년 인제내린천배 초등최강부에서 우승을 차지했다. 2016년 136회 입단대회를 통해 프로에 입단했고 2017년 제5회 메지온배 오픈신인왕전 본선 8강에 진출했다. 2017년 10월에 2단으로 승단했다.